# Sriednije Czuburki
Sriednije Czuburki (ros. Средние Чубурки) – chutor w Rosji, w Kraju Krasnodarskim, w rejonie kuszczowskim. W 2010 liczył 2294 mieszkańców, wśród których 2083 zadeklarowało narodowość rosyjską, 35 ukraińską, 6 białoruską, 4 łotewską, 5 niemiecką, 60 ormiańską, 6 gruzińską, 3 lezgińską, 21 rutulską, 3 „dagestańską”, 11 osetyjską, 5 tatarską, 5 koreańską, a 28 osób nie podało żadnej.